# Rybnoje (stacja kolejowa)
Rybnoje (ros. Рыбное) – węzłowa stacja kolejowa w miejscowości Rybnoje, w rejonie rybnieńskim, w obwodzie riazańskim, w Rosji. Węzeł linii Moskwa – Riazań z linią do Uzunowa oraz z kolejową obwodnicą Riazania, biegnącą w stronę Morza Czarnego i Kaukazu.
Należy do jednych z największych stacji rozrządowych w Rosji oraz jest jedną z 32 stacji Kolei Rosyjskich o największym wpływie na przepustowość sieci. Razem ze stacjami Biekasowo-Sortirowocznoje i Oriechowo-Zujewo należy do najważniejszych stacji rozrządowych w okolicy Moskwy.
Na stacji znajduje się lokomotywownia.

## Ruch pasażerski
Oprócz peronów stacji, w jej obrębie znajdują się 3 przystanki kolejowe:
- Chodynino
- Diepo
- Riazań-Sortirowocznaja

## Historia
Stacja powstała w XIX w. pomiędzy stacjami Diwowo i Diagilewo.